# Стихотворный размер
Стихотворный размер — частная реализация стихотворного метра, его вариация. В силлабо-тоническом стихосложении (например, в русском) варьируется, главным образом, длина строки: так, ямбический метр может выступать в виде одностопного, двустопного, трёхстопного и т. д. ямбического размера. Характеристикой размера являются также наличие или отсутствие цезуры и характер каталектики; некоторые учёные признают размеры с цезурой и без цезуры (например, цезурованный и бесцезурный шестистопный ямб) или размеры с по-разному урегулированными каталектиками разными размерами, другие предпочитают вводить термин следующего уровня разновидность размера.

## Виды стихотворных размеров

### Односложный размер
Брахиколон — однодольный размер, при котором в каждой стопе содержится слово, состоящее только из одного слога. Слов в строке может быть несколько.

### Двусложные размеры
Хорей — двудольный размер с ударением на первом слоге в стопе. В строке ударными являются первый, третий, пятый и т. д. слоги. Пример четырёхстопного хорея:
|  | Бу́ря мгло́ю не́бо кро́ет | ∩́ __ / ∩́ __ /∩́ __ / ∩́_ |

|  | Ви́хри сне́жные крутя́;         | ∩́ __ / ∩́ __ __ / __ ∩́ |
|  | А. С. Пушкин, «Зимний вечер» |                       |

Ямб — двудольный размер с ударением на последнем слоге в стопе. В строке ударными являются второй, четвёртый, шестой и т. д. слоги. Пример пятистопного ямба:
|  | Наря́жены мы вме́сте го́род ве́дать,    | __ ∩́ / __ __ / __ ∩́ / __ ∩́ / __ ∩́ / __ |
|  | Но, ка́жется, нам не́ за кем смотре́ть | __ ∩́ / __ __ / __ ∩́ / __ __ / __ ∩́     |
|  | А. С. Пушкин, «Борис Годунов»       |                                        |

Для запоминания основных двухсложных и трёхсложных стихотворных размеров существует мнемоническое правило:
Ива́н — ямб
Ва́ня — хорей
Ва́нечка — дактиль
Ваню́ша — амфибрахий
Иоа́нн — анапест

### Логаэд
Все стихотворные размеры, приведённые выше, основаны на последовательности нескольких стоп одного типа. В отличие от них логаэд — это размер, в строке которого чередуется несколько различных стоп. Например:
|  | Сего́дня дурно́й де́нь:    | __ ∩́ / __ __ ∩́ / ∩́ |
|  | Кузне́чиков хо́р спи́т,    | __ ∩́ / __ __ ∩́ / ∩́ |
|  | И су́мрачных ска́л се́нь — | __ ∩́ / __ __ ∩́ / ∩́ |
|  | Мрачне́й гробовы́х пли́т.  | __ ∩́ / __ __ ∩́ / ∩́ |
|  | О. Мандельштам          |                    |

### Дактиль
Трёхдольный размер античной метрики из одного долгого и двух следующих за ним кратких слогов; в силлабо-тоническом стихосложении ему соответствует стопа из одного ударного слога и двух безударных за ним.
Примеры:
В рабстве спасенное
Сердце свободное —
Золото, золото
Сердце народное!
Н. А. Некрасов, «Кому на Руси жить хорошо»